# جون رويل
جان رويل هو طبيب وعام نبيات فرنسي مشهور بسبب كتابه "De Natura Stirpium" الذي نشر سنة 1536 والذي كان بحثا في مجال علم النبات في عصر النهضة.